# Cophogryllus kivuensis
Cophogryllus kivuensis är en insektsart som beskrevs av Lucien Chopard 1951. Cophogryllus kivuensis ingår i släktet Cophogryllus och familjen syrsor. Inga underarter finns listade i Catalogue of Life.